# Apeiba uittienii
Apeiba uittienii är en malvaväxtart som beskrevs av M.J. Jansen-jacobs och L.Y.T. Westra. Apeiba uittienii ingår i släktet Apeiba och familjen malvaväxter. Inga underarter finns listade i Catalogue of Life.